# فلويد إبرامز
فلويد إبرامز (بالإنجليزية: Floyd Abrams)‏ هو محامي أمريكي، ولد في 9 يوليو 1936 في نيويورك في الولايات المتحدة.

## وصلات خارجية
- فلويد إبرامز على موقع إن إن دي بي (الإنجليزية)